# Theodor Sonnemann

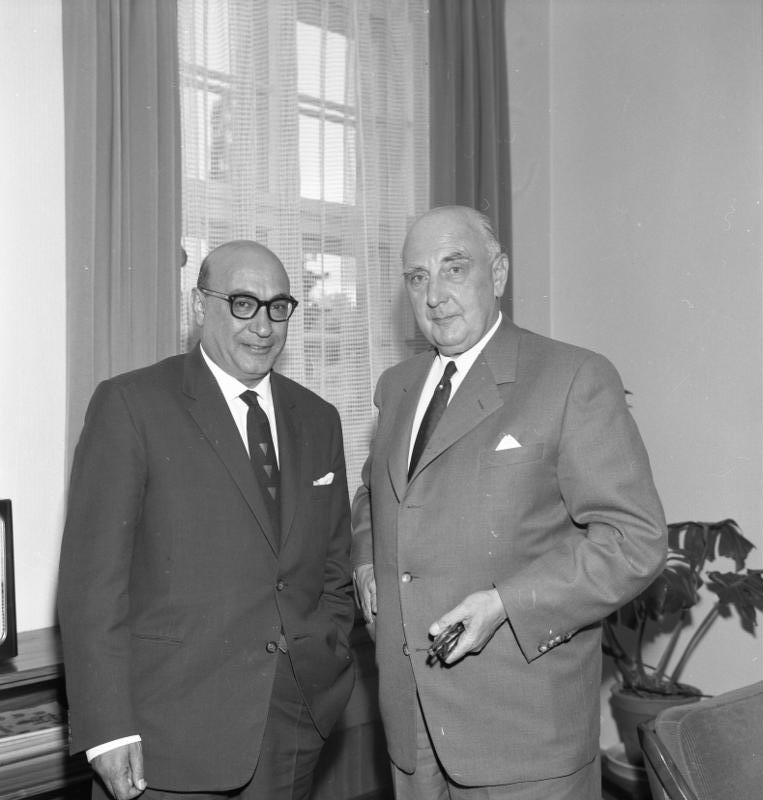
Theodor Sonnemann (rechts), 1960

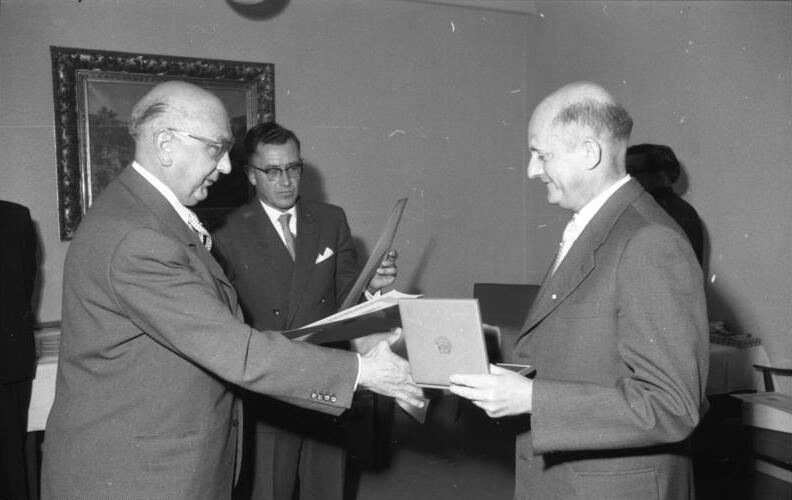
Theodor Sonnemann (links), 1959

Johannes Carl Adolf Theodor Sonnemann (* 2. September 1900 in Hildesheim; † 6. September 1987 in Bonn) war Staatssekretär im Bundeslandwirtschaftsministerium und Präsident des Deutschen Raiffeisenverbandes.

## Leben
Theodor Sonnemann wurde 1900 in Hildesheim als Sohn des Ingenieurs Hans Sonnemann und seiner Ehefrau Julie geboren. Am 1. Juli 1918 trat Sonnemann als Seekadett in die Kaiserliche Marine ein und diente auf der Schlesien. Im Dezember 1918 beteiligte er sich in einer Marinesturmkompanie an einem Kampf im Baltikum gegen die Bolschewiki. Ab Herbst 1919 begann er das Studium der Nationalökonomie, der Staatswissenschaften und der Geschichte an der Georg-August-Universität Göttingen und ab April 1921 an der Universität Rostock. Bei Studienbeginn Eintritt in die Burschenschaft Holzminda. 1920 wirkte er in leitender Stellung im Stab des Göttinger Studentenbataillons an der Niederwerfung des kommunistischen Aufstandes im Ruhrgebiet mit. 1922 promovierte er an der Universität Rostock mit dem Thema Heinrich Oppermann und der hannoversche Liberalismus zum Dr. phil. Zeitgleich trat er in die Burschenschaft Redaria Rostock mit Zweitband ein. Innerhalb der Deutschen Burschenschaft war er ab 1920 mehr als 15 Jahre als Mitglied des Hochschulpolitischen Ausschusses tätig, später dann als Mitglied im Hauptausschuss und im Ehrenrat.
Anschließend folgten berufliche Tätigkeiten bei der Industrie- und Handelskammer Hannover, der landwirtschaftlichen Berufsvertretung und als Syndikus des Reichslandbundes in Burgdorf und Celle. 1936 wurde er wegen Differenzen mit den nationalsozialistischen Machthabern von diesen fristlos entlassen. Ab 1936 Verwendung als Wehrwirtschaftsoffizier, seit 1939 Referent im Wehrwirtschafts- und Rüstungsamt beim Oberkommando der Wehrmacht. Danach erneuter Kriegseinsatz (u. a. von August bis Oktober 1944 als Flottillenchef der 13. Landungsflottille), zuletzt als Korvettenkapitän der Kriegsmarine, als Chef der 7. Artillerieträgerflottille.
Am 13. Februar 1945 verlor Sonnemann bei dem Bombenangriff auf Dresden seine Frau und seine beiden Töchter.
Ab 1945 folgten berufliche Tätigkeiten im Landratsamt Gifhorn, im Landesernährungsamt und in der Landwirtschaftskammer Hannover. Von 1947 bis 1949 betätigte sich Sonnemann als Hauptgeschäftsführer des Verbandes des Niedersächsischen Landvolkes und war von 1949 bis 1961 Staatssekretär im Bundesministerium für Ernährung, Landwirtschaft und Forsten. 1953 heiratete er Margarethe Pochadt, eine Sekretärin Konrad Adenauers. Von 1961 bis 1963 war er Vizepräsident, von 1963 bis 1973 Präsident des Deutschen Raiffeisenverbandes (DRV). Sonnemann war 1972 bis 1973 auch Co-Präsident des neu gegründeten Bundesverbandes der Deutschen Volksbanken und Raiffeisenbanken (BVR).

## Auszeichnungen
- Großkreuz des Verdienstordens der Italienischen Republik (1956)
- Großkreuz des Falkenordens (1956)
- Großes Bundesverdienstkreuz mit Stern und Schulterband (1957)
- Großes Verdienstkreuz des Niedersächsischen Verdienstordens (erster Träger, 1962)
- Alexander-von-Humboldt-Medaille in Gold der Alfred Toepfer Stiftung F. V. S.
- Großkreuz des Verdienstordens der Bundesrepublik Deutschland (1973)
- Goldene Ehrennadel des Deutschen Bauernverbandes
- Dr. h. c. der Agrarwissenschaften der Universität Gießen

## Veröffentlichungen
- Die Frau in der Landesverteidigung, 1939
- Die Wirtschaft als Kriegswaffe, Berlin 1941 und 1943.
- Gestalten und Gedanken. Aus einem Leben für Staat und Volk. Stuttgart, Hannover 1975.
- Die neue Mitte und die Genossenschaften. Göttingen 1977.
- Die Menschheit hat noch eine Chance. Alternativen für die Welt von morgen. Hamburg 1977.
- Jahrgang 1900. Auf und ab im Strom der Zeit. Würzburg 1980.
- Eine Jugend unter Schwarz-Weiß-Rot. In: Rudolf Pörtner (Hrsg.): Kindheit im Kaiserreich. Erinnerungen an vergangene Zeiten. München 1989, S. 128–135.

Zu erwähnen wäre unter den von Sonnemann veröffentlichten Büchern und Schriften noch das Werk "Das Gold in der Kriegswirtschaft" (1944, Verlag Junker&Dünnhaupt Berlin).
Es ist eines der wenigen Bücher, das, ausgehend von der Funktion des Goldes im Währungssystem, umfassend die Rolle des Goldes in der Kriegswirtschaft verschiedener Epochen untersucht mit besonderem Schwerpunkt auf der Goldpolitik Englands im 19. Jahrhundert und zumal der der USA im 20. Jahrhundert.
Sonnemann anerkennt die Bedeutung des Goldes im historischen Kontext, sieht aber dessen Stellung unter Verweis auf die Vorkriegs- und Kriegswirtschaft des "Dritten Reiches" in der modernen Ökonomik und Kriegswirtschaft als nicht mehr gegeben an.